# Озброєний повітряний розвідник
Озброєний повітряний розвідник (англ. Armed Aerial Scout (AAS)) — програма по заміні OH-58 Kiowa у армії США.

## Історія
Програма озброєний повітряний розвідник замінила попередню програму Озброєний розвідувальний вертоліт, за якою обрали Bell ARH-70 Arapaho. Було проведено аналіз альтернатив і сформовано запит на комерційну пропозицію який заплановано до випуску у 2014 році. До грудня 2012 у армії вирішували чи слід продовжувати програму. 29 листопада 2012 армійські чиновники вирішили продовжити програму Озброєного повітряного розвідника, для створення нового вертольота-розвідника. 8 січня 2013, армія створила демонстрацію для служби заступника начальника штабу, до початку випробувань. Заступник начальника Генштабу генерал Ллойд Остін III запросив додаткові дані про випробувальні польоти які були зроблені під час польоту, а також взяв до уваги темпи розвитку інших технологій, таких як безпілотники і новітні сенсори. Армія дійшла висновку, що її рішення по програмі AAS призведе або до появи нових розробок або до створення програми по продовженню служби для OH-58F Kiowa. 
Оцінка комерційної готової конструкції була зроблена з добровільних льотних демонстрацій у 2012 році. У випробуваннях брали участь п'ять кандидатів OH-58F Block II, AH-6i, AAS-72X/X+, MD 540F та AW139M (демонструвалися з AW169 ААС). Сікорський представив S-97 Raider, але для демонстрації прототип не був готовий. Армія прийшла до висновку, що жоден з вертольотів не задовольняє вимогам. Рішення по програмі Озброєного повітряного розвідника очікувалося "наприкінці літа або на початку осені" 2013. Боїнг спробував заперечити участь у програмі MD 540F розробки MD Helicopters, тому що конструкція його планера схожа на AH-6. У липні 2013 року MD Helicopters було дозволено продовжувати просувати свої пропозиції за програмою.
У жовтні 2013 армія проголосила, що програма AAS була на межі закриття через скорочення. Програма Озброєного повітряного розвідника закінчилася наприкінці 2013 без жодних позитивних результатів.  У 2012 армійське командування вважало, що новий ЛА є найкращим рішення.  Після скорочення бюджету на початку 2013, вартість у $16 млрд на ескадру нових озброєних розвідувальних вертольотів стали вважати завеликою. Армія ухвалила рішення про списання вертольотів OH-58 Kiowa й переведення великої кількості ударних вертольотів AH-64E Apache Guardian, які перебувають на озброєнні армії США, для використання їх як розвідувальних. AAS вимоги до розвідувальних вертольотів полягають у збільшенні швидкості, дальності, корисного навантаження і можливості польоту на висоті 6,000 фут (1,829 м) при температурі 95-градусів. Навіть без відновлення випробувань армія розробить новий розвідувальний вертоліт у рамках програми Future Vertical Lift.

## Учасники
Склад учасників:
AAS-72X

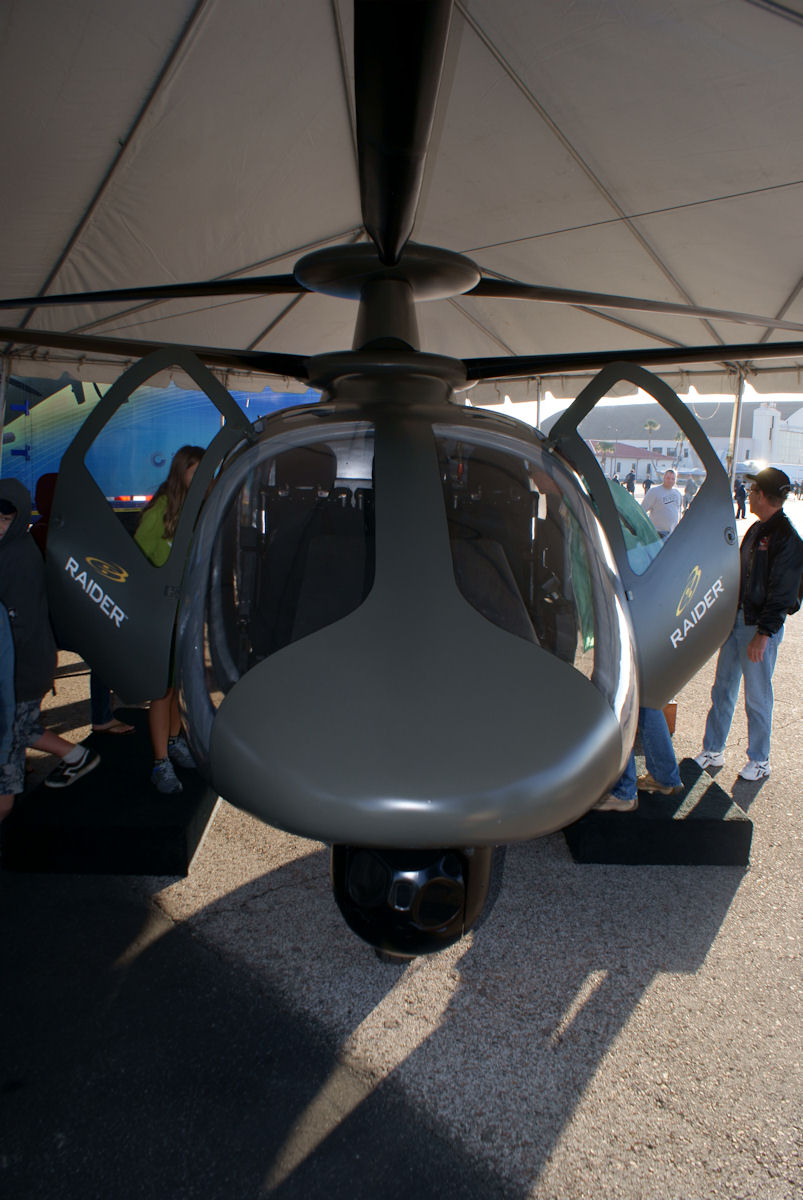
Макет Sikorsky S-97 Raider

- У жовтні 2010 консорціум EADS Північна Америка, американський Eurocopter та Lockheed Martin анонсували про підготовку до першого польоту трьох прототипів AAS-72X.[11] Конструкція така ж як і у Eurocopter UH-72 Lakota.[11]

Bell OH-58F Block II
- Оновлена версія Kiowa Warrior.

Boeing AH-6S
- Покращена версія MH-6 Little Bird

AgustaWestland AW109
- Багатоцільовий легкий вертоліт

Sikorsky S-97 Raider
- У травні 2009 компанія Сікорський представила макет свого вертольота X2[12][13] який пізніше отримав позначення компанії S-97.[14]

OH-58D/AVX
- Представлений компанією AVX Aircraft є модифікованою версією OH-58D для задоволення вимог програми AAS.[15] У конструкції використано фюзеляж Kiowa з додаванням співвісного гвинта для і двох канальних вентиляторів.[16]

### Суперники на 2012
Вертольоти-кандидати на тимчасову заміну для проведення льотних випробувань на весну 2012.
Суперники станом на червень 2012:
- AgustaWestland AW139M - змінено на AgustaWestland AW169 AAS[19]
- Boeing AH-6
- EADS AAS-72X and AAS-72X+
- Bell OH-58F Block II
- Sikorsky S-97 Raider
- MD Helicopters MD 540F[20][21][неавторитетне джерело]